# Galápagosi guvat
A galápagosi guvat (Laterallus spilonota) a madarak osztályának darualakúak (Gruiformes) rendjébe és a guvatfélék (Rallidae) családjába tartozó faj.

## Rendszerezése
A fajt John Gould angol ornitológus írta le 1841-ben, a Zapornia nembe Zapornia spilonota néven. Besorolása vitatott, egyes szervezetek a Creciscus nembe helyezik Creciscus spilonota néven. Használták a Laterallus spilonotus nevet is.

## Előfordulása
Az Ecuadorhoz tartozó, Galápagos-szigetek területén honos. Természetes élőhelyei a szubtrópusi vagy trópusi mangroveerdők, hegyi esőerdők és cserjések, édesvízi mocsarak és tavak környékén, valamint szántóföldek. Állandó, nem vonuló faj.

## Megjelenése
Testhossza 15 centiméter.

## Természetvédelmi helyzete
Az elterjedési területe kicsi, egyedszáma 3300-6700 példány közötti és csökken. A Természetvédelmi Világszövetség Vörös listáján sebezhető fajként szerepel.